# 改善法
改善法（日语：／ Kaizen）是起源于丰田公司在生产、机械和商务管理中持续改进的管理法。已经在全球很多领域，如医疗、心理治療、人寿、政府、银行和机构采用。当在商业中使用的时候，改善法可应用于所有运营流程，涉及从CEO到流水线工人的所有员工。也应用于所有流程，例如采购、物流、供应链等。为了提高活动和流程，改善法的目的是消除浪费（参见精益生产）。改善法首先战后在几家日本公司应用，受到美国公司的影响，以及美国到日本访问的一些管理专家。日本对其发展，并传播在全世界范围内。目前，在商业和生产以外，也在很多领域应用。

## 介绍
改善是日常流程，目的是超越简单的生产力提升。也是一种让工作氛围和谐、减少苦工时间(「無理」)，并且用科学的方法消除工作场所的浪费。改善法是一种人性化的生产管理方法，并提高生产力。"这种方法是为了提高人力资源的参与性，鼓励工人参与改善法。" 成功的执行需要"工人参与改善过程"。

## 实施
丰田生产系统最著名的就是改善法，在发现生产线有异常的时候，所有工人都有权利拉停整条生产线。这种方法最终会减少生产线上的错误，持续改善生产效率。
改善法活动可以分为：
- 标准化流程和活动。
- 衡量标准流程(发现循环时间和库存量)。
- 根据要求作出衡量。
- 创新，满足要求，提高生产力。
- 标准化新的、提高的运营。
- 永久、持续改善生产力。

The PDCA循环

也可以称为休哈特循环、德明循环或者PDCA循环。与PDCA配合使用的是5问法，是一种分析根源因素的方法，用户持续对一个问题发问，连续五轮的分析，从而发现一个问题的根源因素。然后，可以通过鱼骨图和图表绘图。

### 改善法的五种元素
- 团队合作
- 个人纪律
- 提高士气
- 质量循环
- 改善建议

## 更多阅读
- Dinero, Donald. . Productivity Press. 2005. ISBN 1-56327-307-1.
- Emiliani, Bob; Stec, David; Grasso, Lawrence; Stodder, James.  2e. Kensington, CT, US: The CLBM, LLC. 2007. ISBN 978-0-9722591-2-5.
- Hanebuth, D. . Frankfurt a. M.: Peter Lang. 2002. ISBN 978-3-631-38624-8.
- Imai, Masaaki. . McGraw-Hill/Irwin. 1986. ISBN 0-07-554332-X.
- Imai, Masaaki.  1e. McGraw-Hill. 1997-03-01. ISBN 0-07-031446-2.
- Scotchmer, Andrew. . Management Books 2000 Ltd. 2008. ISBN 978-1-85252-547-7.
- Bodek, Norman. . Vancouver, WA, US: PCS Press. 2010. ISBN 978-0-9712436-7-5.